# Douaumont
Douaumont – miejscowość i dawna gmina we Francji, w regionie Grand Est, w departamencie Moza. W 2013 roku populacja ówczesnej gminy wynosiła 7 mieszkańców. 
W dniu 1 stycznia 2019 roku z połączenia dwóch ówczesnych gmin – Douaumont oraz Vaux-devant-Damloup – powstała nowa gmina Douaumont-Vaux. Siedzibą gminy została miejscowość Vaux-devant-Damloup. 
W miejscowości, na granicy z gminą Fleury-devant-Douaumont, znajduje się cmentarz wojskowy, a na nim ossuarium upamiętniające żołnierzy poległych podczas bitwy pod Verdun.